# Лом (Яранский район)
Лом — село в Яранском районе Кировской области. Входит в Кугальское сельское поселение.

## История
Село поминается уже в 1691 году, наряду с древними монастырями города Яранска.
В 1819 году в селе был выстроен каменный храм с тремя престолами: в холодном храме — Покровский, в теплом правый — Предтеченский, левый — в честь святого пророка Илии. В приходе насчитывалось прихожан уже 184 крестьянских двора и 845 душ мужского пола.
В «Списке населенных мест Вятской губернии по сведениям 1859—1873 годов» казенное село Лом (Предтеченское) насчитывало 51 двор и 687 жителей (320 и 367).
В 1891 году в нем насчитывалось уже 122 крестьянских двора и 718 человек (320 и 398). Местным промыслом среди населения было плотничество. Им занимались 41 человек в 28 дворах. Административно-территориальное положение села того времени — Ломовское сельское общество Комаровской волости (волостной центр — село Алексеевское, ныне Пиштенур Тужинского района) Яранского уезда Вятской губернии.
На 2015 год в селе было много заколоченных или брошенных домов. Жители села в основном женщины и пенсионеры.

## Достопримечательности
- Церковь Покрова Пресвятой Богородицы